# Gustave Sandras
Silvaine Gustave Sandras (Croix, 24 febbraio 1872 – Flers-lez-Lille, 21 giugno 1951) è stato un ginnasta francese, campione olimpico negli esercizi combinati di ginnastica alla II Olimpiade.
Gli esercizi combinati furono l'unico evento di ginnastica che si disputò alle Olimpiadi di Parigi del 1900. Vi presero 134 concorrenti, in larga parte francesi; gli stranieri in gara furono 25. Sandras si classificò al primo posto con 302 punti. La vittoria nel corcorso olimpico gli valse il titolo di campione del mondo, la medaglia d'oro e una statuetta in bronzo rappresentante Atalanta nel momento in cui si ferma per raccogliere la mela d'oro gettata da Ippomene.